# Street Fighting Man
"Street Fighting Man" er en sang fra det engelske Rock and roll band The Rolling Stones, der findes på deres album fra 1968 Beggars Banquet. Denne sang bliver kaldt en af The Stones mest politiske sange , og den blev nummer 295 på listen over de 500 bedste sange.

## Inspiration
Den blev originale indspillet og fik titlen "Pay Your Dues" med den samme musik, men med en anden tekst. "Street Fighting Man" er kendt som en af Mick Jagger og Keith Richards mest politiske sange. Jagger skrev angiveligt sangen omkring Tariq Ali efter Jagger havde medvirket i et anti-krig løb på Londons amerikanske ambassade, hvilket motiveret politiet til at prøve at tage kontrol over de 25.000 fremmødte . 
Om sangskrivning fortæller Jagger i et interview i 1995 til Jann Wenner fra Rolling Stone:

”Det var en meget mærkelig tid i Frankrig. Men ikke kun i Frankrig, men også i Amerika, på grund af Vietnamkrigen, og disse endeløse opløsninger. Der var alt den vold der forgik. ” 

Sangen starter med et akustisk guitar riff. I sin anmeldelse af sangen siger Richie Unterberger: ”Det er en god sang, der griber sin lytter ganske pludselig, med elastiske guitar spil og buldrende, offbeat trommespil. Den foruroligende, indtrængende guitar rytme danner grundlaget til alle versene. Mick Jagger typiske tekst virker som den kalder til revolution .”
| Citat | Everywhere I hear the sound of marching, charging feet, boy; Cause summer's here and the time is right for fighting in the street, boy | Citat |
|       | |       |

| Citat | Hey, said my name is called Disturbance; I'll shout and scream, I'll kill the King, I'll rail at all his servants | Citat |
|       | |       |

| Citat | Well now what can a poor boy do, Except to sing for a rock & roll band? Cause in sleepy London Town there's just no place for a street fighting man, no | Citat |
|       | |       |

Unterberger forsætter: ” Måske sagde de at de ønskede at de kunne være i frontlinien, men var ikke det rigtige sted på det rette tidspunkt, måske ønskede de at sige ligesom John Lennon gjorde i The Beatles ”Revolution”, at de ikke ønske at være involveret i voldelige konfrontationer. Eller måske erklærede de ligegyldighed over tumulten.”  . Andre anmeldere fortolkede anderledes. I 1979 skrev Dave Marsh at dette var grundtonen i Beggars Banquet, ” med dens drillende formaning om at gøre noget, og dens nægtelse af at indrømme at forandringen vil gøre en forskel; som sædvanlig er The Stones mere korrekte, hvis ikke mere troløse, filosofiske end alle andre af deres ligemænd”.
Bruce Springsteen ville i 1985 udtale, efter at havde inkluderet "Street Fighting Man" på hans Born in the U.S.A. tour: ”Den ene linje ” What can a poor boy do but sing in a rock and roll band” er en af de bedste rock linjer”… Sangen har den der ting i sig. Og den er sjov; der er humor i den.”
Jagger forsatte med at svare i Rolling Stones interview, når der blev spurgt om sangen ville overleve 30 år frem; ” Jeg ved ikke om har det. Jeg ved ikke om vi virkelig skulle spille den. Jeg blev overtalt til at sætte den på Voodoo Lounge touren, fordi den passede fint ind, men jeg er ikke sikker på om den senere hen. Jeg kan faktisk ikke så godt lide den.” ”. Til trods for dette bliver sangen spiller tit på The Stones toure.
Et par år efter indspilningerne til sangen sagde Richards i det berømte interview fra 1971 med Robert Greenfield fra Rolling Stone, at sangen var blevet ”fortolket på tusindvis af forskellige måder”.

## Optagelse
Optagelserne til "Street Fighting Man" begyndte på Olympic Studios i marts 1968, og forsatte i maj og juni senere samme år. Med Jagger som forsanger og både ham og Richards som kor, Brian Jones på sitar og tamburin. Richards spiller også sangens akustiske guitar og bas. Charlie Watts spiller trommer mens Nicky Hopkins klarede klaveret. 
Watts fortæller i 2003:

"Street Fighting Man" blev indspillet på Keith kassettebåndoptager med et legetøjstrommesæt fra 1930erne, der hedder London Jazz Kit Set, og som jeg stadig har derhjemme. Man fik det i en lille kuffert med små jernklammer man satte trommerne fast i, de var som små tamburiner uden rasler. Bagefter pakker man hele sættet sammen ved at sætte alle trommerne ind i hinanden. Lilletrommen var fantastisk, fordi den havde ultratynde skind lige over hinanden, men kun to tarmstrenge. Keith elskede at lege med de små kassettebåndoptagere, fordi de lød fantastisk når de overstyrede, når vi var på turne. Keith sad på en pude og spillede guitar, og med det lille trommesæt kunne jeg komme helt tæt på ham. Trommerne lød enormt højt i forhold til guitaren, men man havde altid et fedt backbeat.

## Udgivelsen
Udgivelsen af Beggars Banquet singlen "Street Fighting Man" den 31. august 1968 var meget populær, men kom ikke ind på top 40 på den amerikanske charts, da mange radioer nægtede at spille sangen på grund af dens indhold. "Street Fighting Man" blev ikke udgivet i England før 1971 i et forsøg, af deres tidligere pladeselskab Decca, for at kapitalisere udgivelsen af album Sticky Fingers, fra 1971. 
Den er kommet med på opsamlingsalbummene Through the Past, Darkly (Big Hits Vol. 2), Hot Rocks 1964-1971 og Forty Licks. Live udgaven findes på følgende albums Get Yer Ya-Ya's Out! The Rolling Stones in Concert, Stripped, og Live Licks.

## Cover
"Street Fighting Man" er blevet coveret af mange kunstner. Sangen kan blive fundet på det fjerde og sidste studiealbum af Rage Against the Machines album Renegades. Rod Stewart var også lavet et covernummer på debutsoloalbummet An Old Raincoat Won't Ever Let You Down. Det findes også på Mötley Crües Red, White & Crüe, ligesom på The Ramones udgivelse i 2002 Too Tough to Die. Den britiske rockband Oasis har også coveret det på singlen All Around the World.

## Eksterne kilder og henvisninger
- Teksten til "Street Fighting Man" Arkiveret 27. september 2007 hos  Wayback Machine
- Youtube.com Street Fighting Man fra 1995
- timeisonourside.com tekst og info

### Fodnote
1. 1 2  "Street Fighting Man : Rolling Stone". Arkiveret fra originalen 15. marts 2010. Hentet 17. september 2007.
2. ↑  "de 500 bedste sange". Arkiveret fra originalen 14. december 2006. Hentet 17. september 2007.
3. 1 2  "Cover Story: Jagger Remembers : Rolling Stone". Arkiveret fra originalen 13. juni 2007. Hentet 17. september 2007.
4. ↑  http://wm05.allmusic.com/cg/amg.dll?p=amg&token=&sql=33:fbfexx9sldke (Webside+ikke+længere+tilgængelig)
5. ↑  http://wm04.allmusic.com/cg/amg.dll?p=amg&token=&sql=33:fbfexx9sldke (Webside+ikke+længere+tilgængelig)
6. ↑  Greenfield, Robert. "Keith Richards – Interview". Rolling Stone (magazine) August 19, 1971
7. ↑   Ifølge The Rolling Stones 2003